# Eburoner
Eburonerne (latin: Eburones) var en keltisk folkestamme, der boede i området mellem nutidens Maas og Rhinen i det vestlige Tyskland. Under ledelse af Ambiorix satte de sig op mod Julius Cæsar i 54 f.Kr., hvilket førte til deres udslettelse tre år senere.

## Geografi

### Territorium
Eburonerne boede i et område, der beliggende mellem bjergområderne Eifel og Ardennerne i syd og Rhinen-Maas-deltaet mod nord. Deres territorium var beliggende øst for Atuatuci-stammens område, syd for Menapii-stammens område og nord for Segni og Condrusi-stammernes områder.
Ifølge en beskrivelse udarbejdet af Julius Cæsar levede de fleste af eburonerne i området mellem floderne Maas og Rhinen.

### Bebyggelser
Cæsar beskriver Atuatuca som et »castellum« (latin for befæstning) med en central beliggenhed i eburonernes område. Undertiden er dette område antydet til at være lokaliseret mellem floderne Maas og Rhinen, som var område, hvor man ifølge Cæsar fandt den største koncentration af eburoniske befolkning. Den nøjagtige placering forbliver usikker, men næsten sikkert, at det ikke er det samme som Atuatuca Tungrorum, der var en romersk militærlejr, som blev oprettet ex-nihilo, dvs. etableret ud fra ingenting, omkring ca. 10 f.Kr. Ifølge den britiske historiker Edith Wightman (1985), gjorde de »ændringer, som fandt sted efter Cæsar, der involverede nye folk fra hele Rhinlandet og reorganisering af eksisterende folk, det vanskeligt at stedfæste (bebyggelsen)«.
Atuatuca spillede en vigtig rolle i forbindelse Ambiorix oprør mod romerne i vinteren 54-53 f.Kr. og i Cæsars senere forsøg at udslette stammen i 53 og 51 f.Kr.

## Historie

### Gallerkrigene

#### Slaget ved Sambre (57 f.Kr.)
Ved floden Sambre stødte Julius Cæsars tropper i 57 f.Kr. ind i en alliance af belgiske stammer i det, som er blevet kendt som slaget ved Sambre. Den belgiske alliance var blevet etableret for at undgå romersk indflydelse i deres interne anliggender og bestod, ifølge remerne, der også var en belgisk stamme, men allieret med Cæsar og romerne, af flere tusinde tropper under ledelse af Galba, konge af suessionerne, der var en af stammerne i alliancen. Alliancen brød sammen og slaget endte med en romersk sejr. Eburonerne blev ikke nævnt specifikt i forbindelse med dette slag, men efterfølgende formåede stammen fortsat at holde romerne på afstand.

#### Belejringen af Atuatuca (54 f.Kr.)
I 54 f.Kr. var Cæsars tropper stadig på belgisk område, idet de netop var vendt tilbage fra den anden ekspedition til Britannien og skulle overvintre. Høsten havde slået fejl på tørke, hvilket førte til en konflikt mellem romerne og stammerne i området. Opstanden blev indledet kun 15 dage efter den romerske legions ankomst til eburonernes område. På opmuntring fra Indutiomarus, konge af trevererne, angreb eburonerne den romerske vinterlejr under ledelse af stammens to konger, Ambiorix og Cativolcus. Efter at have tilskyndet romerne til at forlade lejren med løfter om fri passage, angreb de igen romerne og dræbte næsten alle 6.000 mand. Opmuntret af denne sejr rejste Ambiorix personligt stammerne aduatuci og nervierne, hvor han argumenterede for et angreb på romerne inde på nerviask område. Denne romerske lejr var under ledelse af Quintus Tullius Cicero, bror til den berømte taler. Nervierne imødekom opfordringen og sammenkaldte hurtigt under deres ledelse en række stammer. Cæsar reporterede, at dette blev forpurret ved hans rettidige indblanding, og de belgiske stammer spredte sig. Cæsar ville ikke sætte efter dem, idet området var skovrigt og at tabet ved at opgive positionen ikke havde været stort.
På samme tid overvintrede Titus Labienus, der var én af Cæsars betroede generaler, i trevernes område. Treverne, under ledelse af kong Indutiomarus, nærmerede sig dagligt den romerske vinterlejr og belejrede området. Labienus svarede igen med at styrke befæstningen af vinterlejren. Da treverne hen mod aftenen forlod belejringen gennemførte Labienus et overraskelsesangreb, hvor kong Indutiomarus blev dræbt. Ifølge Cæsars beretninger førte dette til mindre chikane fra stammerne i området. I de efterfølgende år nærmere Cæsars tropper eburonernes område, hvorfor Ambiorix flygtede og Cativolcus forgiftede sig selv med saften fra et takstræ, som var udbredt i det område. Eburonerns område var meget skovrigt og med store moser, hvilket gjorde det vanskeligt for romerne. Cæsar inviterede nabostammer til at udplyndre eburonerne.

#### Folkemodet på eburonerne (53-51 f.Kr.)
Cæsar har beskrevet, hvordan han brændte alle landsbyer og bygninger, kørte alt kvæg og plyndrede alt den majs, som han fandt i eburonernes område. Han forlod de folk, som havde skjult sig, i håb om, at de ville dø af sult om vinteren. Cæsar sagde, at han ville udslette eburonerne og deres navn, og efterfølgende har de ikke ladet sig høre fra sig. Deres område blev efterfølgende overtaget af en germansk stamme under navnet tungererne
Imidlertid hævder Heinrichs (2008), at folkemodet på eburonerne i 53 f.Kr. ikke kan have forgået, som det påstås af Cæsar. Hvis formålet med romernes systematiske ødelæggelse af infrastruktur havde til formål at forhindre lokalbefolkningen i at genvinde magten, har denne fremgangsmåde siden vist sig at upraktisk. Der var en lang række af tilflugtsområder for lokalbefolkningen, som romerne har svært ved at komme til, heriblandt den lave bjergkæde Ardennerne og omfattede sumpområder og ødemarker. Desuden viser Cæsars forsøg på at udslette stammen to år senere, at stammen overlevede og endda sandsynligvis reetablerede sig på en sådan måde, at der var behov for yderligere handlinger. Ifølge Roymans (2004) kan deres forsvinden fra det politiske landkort have været et resultat af en politik om damnatio memoriae samt konfiskering af stammens territorium. Dertil kommer, at en stor del af deres guld faldt i romerske hænder under de gentagne plyndringstofter i eburonernes område fra 53 - 51 f.Kr. og blev smeltet og siden ført væk.

### Romersk periode
Efter afslutningen på Gallerkrigene bosatte nye stammer sig i den nedre del af Rhinlandet - med romersk opbakning.